# Trame (historique)
Pour les articles homonymes, voir Trame.
 (mars 2023).
Si vous disposez d'ouvrages ou d'articles de référence ou si vous connaissez des sites web de qualité traitant du thème abordé ici, merci de compléter l'article en donnant les références utiles à sa vérifiabilité et en les liant à la section « Notes et références ».
La trame historique est une notion utilisée par Karl Marx. Elle désigne l'idée que les évènements historiques sont connectés par une logique.
Pour Karl Marx, cette logique, c'est le processus économico-historique de la lutte des classes.
D'autres auteurs ont utilisé cette notion de logique trans-historique, comme Norbert Elias pour lequel l'histoire des sociétés fait l'objet d'un processus millénaire de pacification des mœurs.